# Pierrecourt, Seine-Maritime

Pierrecourt este o comună în departamentul Seine-Maritime, Franța. În 1 ianuarie 2022 avea o populație de 475 de locuitori.